# 279 av. J.-C.
Cette page concerne l'année 279 av. J.-C. du calendrier julien proleptique.

## Événements
- 18 janvier (1er février du calendrier romain) : le consul Tiberius Coruncanius triomphe des Étrusques de Vulci et de Volsinies[1].
- Février, Grande expédition : le roi de Macédoine, Ptolémée Kéraunos, est tué en luttant contre les galates de Bolgios qui ont envahi les Balkans[2].
  - L’armée celte se scinde en deux. Brennos marche vers le sud, où une coalition des Grecs tente de l'arrêter aux Thermopyles. Les Celtes tentent alors une diversion en envahissant l'Étolie de l'est et détruisent Kallion, mais le détachement galate subit de lourdes pertes. Après avoir passé les Thermopyles avec sa troupe d’élite, Brennos lance un raid sur Delphes[3].
  - Une autre fraction des troupes celtes, restée en Thrace, sera défaite en 277 av. J.-C. par Antigonos Gonatas. Ces Celtes se replient en Bulgarie où ils fonderont l’éphémère royaume de Tylis[4].
  - Méléagre succède à son frère Ptolémée Kéraunos comme roi de Macédoine, mais est déposé au bout de deux mois. Antipater, un neveu de Cassandre, règne 45 jours, et le général Sosthène prend le pouvoir après son succès contre les Gaulois (fin en 277 av. J.-C.)[5].
- 7 avril (21 avril du calendrier romain) : début à Rome du consulat de Publius Sulpicius Saverrio et Publius Decius Mus[1].
- Printemps : défaite des Romains contre Pyrrhus à la bataille d'Ausculum[6].
  - Après sa victoire à Ausculum, où il perd 3 600 hommes de ses meilleures troupes, Pyrrhus marche jusqu’à Préneste d’où il menace Rome. Rentré à Tarente, il envoie par deux fois des envoyés à Rome (Cinéas) pour négocier la paix et se consacrer à la création d’un empire grec du Couchant. Le Sénat hésite, mais le vieil Appius Claudius Caecus, chef du parti intransigeant, entraîne la majorité[7].
  - Syracuse, après avoir chassé le tyran Theonon qui contrôle toujours la forteresse d’Ortygie, fait appel à Pyrrhus pour mener une campagne contre Carthage. Il passe en Sicile en 278 av. J.-C. où il bat les Carthaginois sans pouvoir leur enlever leur base de Lilybée[7].
- Automne : attaque du sanctuaire de Delphes par les Gaulois de Brennos[8].
  - Une légende relate un miracle opéré par Apollon pour éviter le sacrilège ; une autre plus tardive évoque un sac du sanctuaire et les trésors emportés en Gaule seront retrouvés plus tard par les Romains dans des sanctuaires de la région de Toulouse. Brennos, blessé, se suicide. Ces événements marquent le début de l'ascension de la Confédération étolienne qui prend Delphes sous son contrôle.
  - Selon Diodore de Sicile, Brennos aurait éclaté de rire lorsqu’on lui dit que les Grecs adoraient des dieux à forme humaine, figurés en bois ou en pierre[9]. Les Celtes en effet répugnent généralement à représenter leurs dieux.
- Hiver 279-278 av. J.-C.[10] : en l'honneur de son père décédé, Ptolémée II institue les Ptolemaia sur le modèle des Jeux olympiques (279-278 av. J.-C.)[11].

- Paix entre Ptolémée II et Antiochos Ier qui met fin à la « guerre de Carie » ou « guerre de succession de Syrie » (280- 279 av. J.-C.). Milet passe sous la domination des Lagides[12].
- Arsinoé II, épouse fugitive de son frère Ptolémée Kéraunos qui a assassiné deux de ses fils, se rend en Égypte auprès de son autre frère Ptolémée II, qu'elle épouse avant 274 av. J.-C.[13].
- Rome compte 287 000 citoyens (271 000 après la guerre contre Pyrrhus en 275)[14].

## Décès
- Février : Ptolémée Kéraunos, roi de Macédoine.
- Zipoétès Ier